# Milford (Surrey)
Milford – wieś w Anglii, w hrabstwie Surrey, w dystrykcie Waverley. Leży 53 km na południowy zachód od centrum Londynu. Miejscowość liczy 3934 mieszkańców.